# Donnersdorf
Donnersdorf là một đô thị ở huyện Schweinfurt bang Bayern, Đức.